# ボーイング軌道飛行試験
Boe-OFTとしても知られるボーイング・スターライナー軌道飛行試験（ボーイング スターライナーきどうひこうしけん、Boeing Starliner Orbital Flight Test）はCST-100 スターライナー宇宙船の初めての軌道ミッションであり、NASAの商業乗員輸送計画の一環としてボーイングによって実施された。このミッションは、国際宇宙ステーション（ISS)へのランデヴーおよびドッキングとアメリカ合衆国西部への着陸を含む宇宙船の8日間にわたる試験飛行として計画された。2019年12月20日の協定世界時（UTC）11:36:43、東部標準時（EST）午前06:36:43に打ち上げられたが、飛行31分の時点で宇宙船のミッション経過時間（MET）クロックに不具合が発生した。この異常のために宇宙船は不適切な軌道に投入され、ISSとのランデブーが行えなくなった。ミッションは2日間に短縮され、2019年12月22日にホワイトサンズ宇宙港への着陸に成功した。
2020年4月6日にボーイングはすべてのテスト項目を検証し確認するためにもう一回の軌道飛行試験が必要になったことを発表した。NASAはボーイングからの別の無人試験飛行であるボーイング軌道飛行試験2（Boe-OFT 2）の提案を受諾した。

## 積み荷
宇宙飛行士を運ぶ代わりに、このフライトではボーイングの特注飛行服を着用した人型試験装置（ATD）を輸送した。このATDは、スターライナー計画に貢献したすべての女性に敬意を表してロージーと名付けられた（「ロージー・ザ・ロケッティア」とも）。カプセルの重量は宇宙飛行士を乗せたミッションと同程度となるように、スヌーピーのぬいぐるみなどの第61次長期滞在クルーへのクリスマスプレゼントを含む、約270kgの物資と装備を搭載していた。ISSとドッキングできなかったため、これらの貨物は届けられなかった。

## ミッション
AV-080として指定されたアトラスV N22の一号機が国際宇宙ステーションへのCST-100 スターライナーの無人試験飛行を打ち上げた。カプセルは、ボーイング有人飛行試験に向けてISSにドッキングし、その後軌道上での慣らし飛行を終えたのちに地球に帰還してアメリカ合衆国西部に着陸することになっていた。
OFTは、アトラスVにとって初めてのペイロードフェアリングなしのフライトであるとともに、デュアルエンジン・セントール 第二段を使用した初めてのフライトでもあった。デュアルエンジン・セントールは2基のRL-10を使用し、スターライナーの飛行での打ち上げ軌道を提供するために求められるミッションの時点でも安全に中止する能力を有している。
2019年12月20日 11:36:43 UTCに打ち上げは成功したが、打ち上げ後31分の時点でミッション経過時間（MET）クロックが誤動作した。事後の記者会見で、METが11時間ずれていたことが明らかにされた。機動が行われなかったことが明らかになったため、NASAとボーイングはスターライナーを軌道に戻すコマンドを送信しようとしたが、宇宙船が2つの追跡およびデータ中継衛星（TDRS）の間で通信を切り替えていたために軌道投入のための噴射が遅延した。この遅延により、異常な軌道に移行し、過剰な燃料が消費された。ミッションコントロールセンターがMETクロックの問題を修正したとしても、宇宙船が正規の軌道に到達するために必要な燃料が多すぎることからISSとのランデヴーおよびドッキングを取りやめる決定が下された。NASAとボーイングの関係者は宇宙船を異なる軌道に投入し、全フライトプランを見直し、ミッションは当初の8日間から3日間に短縮された。
11:40 UTCに、スターライナーは「安定した軌道」に入っていたが、軌道投入は正常ではなかった。のちに、スターライナーが187km x 222kmの軌道に乗っていることが確認された。
13:55 UTCに、ミッションコントロールセンターはISSとのドッキングが不可能であることを認識した。ドッキングができずMETの異常があったにもかかわらず、ジム・ブライデンスタインは記者会見の場で「多くのことが上手くいった。そして、これが実際に我々が試験を行う理由だ」と述べた。

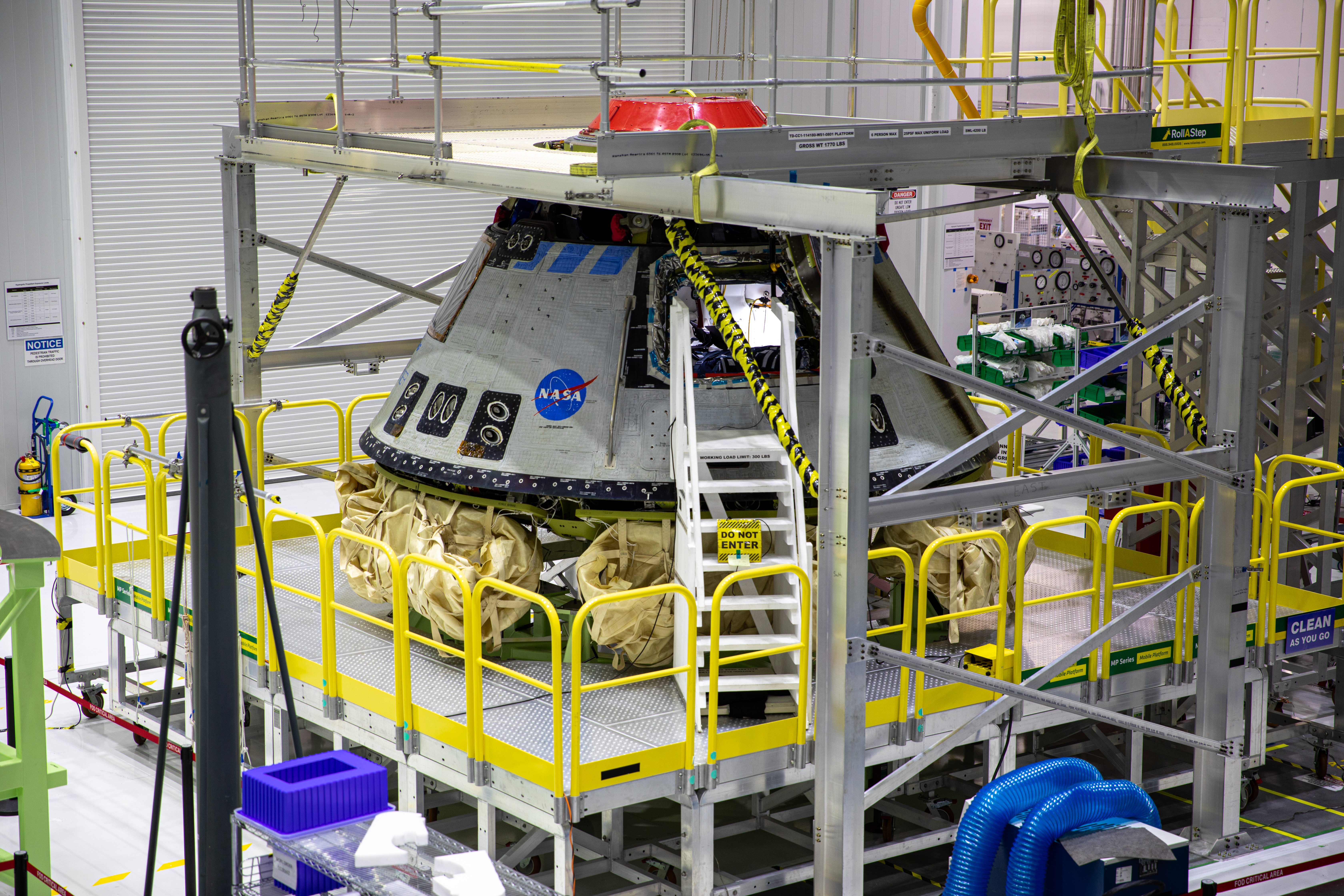
地球に帰還後に処理を施されるカリプソ

2019年12月22日、スターライナーの地球大気圏への再突入が許可された。軌道離脱後、スターライナーは大気圏に再突入し、すべてのパラシュートが正常に展開された。スターライナーはエアバッグを展開し、12:58:53 UTCにホワイトサンズ宇宙港への着陸に成功した。OFTで計画されていたISSとのランデヴーは実現しなかったが、ボーイングの宇宙及び打ち上げ担当副社長のジム・チルトンはスターライナーが飛行目標の60%以上を達成したと推定し、宇宙船からすべてのデータが回収されて分析されると、これが85%以上の可能性があると述べた。
この宇宙船は、のちにボーイング スターライナー1ミッションで再利用されることになっている。スターライナー1の指揮官であるスニータ・ウィリアムズ（当時）は、この宇宙船を有名な海洋研究船と、同名のジョン・デンバーの曲にちなんで非公式に宇宙船カリプソと呼んだ。

## 異常
飛行開始31分後に宇宙船のミッション経過時間（MET）クロックに問題が発生した。断続的に宇宙と地球との間の通信に問題が起きたため、飛行管制は問題を修正できなかった。この異常によって宇宙船の軌道制御スラスター（OMT）が誤った軌道に向けて燃焼し、燃料が過剰に消費された。これによってISSとのドッキングが不可能になった。ミッションはわずか3日間に短縮され、宇宙船は2019年12月22日にホワイトサンズ宇宙港に無事着陸した。
ミッション終了後に飛行中に別の重大なソフトウェアバグが発見され、分離後のサービスモジュールがスターライナーにぶつかる可能性があったことが明らかにされた。このバグはカプセルの再突入2時間前に修正された。このバグが発見され修正されていなかった場合には、スターライナーが損傷し安全な着陸を妨げる可能性があった。さらに、最初の異常が発生していなかったら2番目の異常が検出されなかったことが判明した。

## 調査
2020年2月7日に、NASAはボーイングOFTミッションに関する予備調査結果を発表した。ミッション経過時間（MET)に関しては、打ち上げの11時間前にアトラスVブースターから誤って時間をポーリングするというソフトウェア上の問題が発見されていた。別のソフトウェア問題はサービスモジュール（SM）廃棄シーケンス内で発生し、これはSM廃棄シーケンスをSM統合推進コントローラー（IPC）に誤って変換したものだった。これによってサービスモジュールが分離後に衝突し、カプセルの壊滅的な故障につながる可能性があった。さらに、飛行管制チームの宇宙船を指揮し制御する能力を阻害する断続的な宇宙対地上フォワードリンクの問題が発見された。この調査は2020年2月末まで継続するものと予想されており、さらに数か月を要する可能性がある大規模な安全レビューが計画されていた。
2020年3月6日に、NASAは異常についての更新情報を提供した。NASAは、METおよびサービスモジュール廃棄ソフトウェアにおける61の是正処置を発表した。宇宙船が失われる可能性が2回あったことから、このミッションは「注目度の高い危機一髪」と宣言された。NASAはソフトウェアの見落としなど、異常につながる内部要因を発見した。
2020年7月7日、NASAとボーイングは宇宙対地上通信の問題が完了したと発表し、OFTのレビューが完了したと位置づけた。是正処置の数は2020年3月の更新から80点に増加した。21項目の推奨事項は、OFTで行われたような細切れのテストではなく、飛行前に完全なエンドツーエンドテストを行う必要などのより多くのテストとシミュレーションの必要性に焦点を当てている。10項目の推奨事項は、テスト中にエラーを検出するための適切なカバレッジを持つようにソフトウェア要件をカバーするために作成された。推奨事項のうち35項目は、より多くのレビューや専門家の活用など、プロセスと運用の改善に関するものだった。7項目の推奨事項は、飛行中に発生した3つの主要な異常に対処するソフトウェアの更新を対象としていた。最後の7項目には、「知識獲得」と、より優れた安全報告を可能にするためのボーイングの組織変更が含まれていた。また、無線干渉をフィルタリングするためのハードウェアの変更や、通信の問題に対処するためのその他の変更も含まれていた。
NASAの内部調査では、スターライナーのソフトウェアに対する監視が不十分だったのは、NASAが飛行の他のリスクが高い部分にリソースを集中させたためであることが判明した。さらに、NASAは、ボーイングの従来のシステム開発スタイルをスペースXと比べ、作業方法の違いからスペースXに対する監視を強化していたために、ボーイングに対する監視が不十分だった可能性がある。NASAは、将来同様の事態が発生しないように、内部で6項目の勧告を行った。これには、テスト前にNASAが請負業者の「危険検証テスト計画」をレビューして承認する必要があることが含まれていた。